# 梅南巴
梅南巴（法語：Ménamba 1），是馬里的城鎮，位於該國南部，由錫卡索區的約羅索省負責管轄，面積328平方公里，海拔高度373米，2009年人口10,449，人口密度每平方公里32人。